# Angelia (bài hát)
"Angelia" là bài hát của Richard Marx từ album thứ hai của anh, Repeat Offender. Đây là đĩa đơn thứ ba từ album, tiếp sau hit "Right Here Waiting". "Angelia" đã đạt đến vị trí số 4 trên Billboard Hot 100. Tại Anh, bài hát này đã đạt vị trí #45